# Heteromyia antequerae
Heteromyia antequerae är en tvåvingeart som först beskrevs av Lynch Arribalzaga 1893.  Heteromyia antequerae ingår i släktet Heteromyia och familjen svidknott. Inga underarter finns listade i Catalogue of Life.